# Ceylon (Minnesota)
Ceylon è un comune degli Stati Uniti d'America, situato nello Stato del Minnesota, nella contea di Martin.